# Le Plafond de verre (film, 1971)
Pour les articles homonymes, voir Le Plafond de verre.
Pour plus de détails, voir Fiche technique et Distribution.
Le Plafond de verre (El techo de cristal) est un film espagnol réalisé par Eloy de la Iglesia, sorti en 1971. Joué par des vedettes de l'époque comme Carmen Sevilla, c'est le premier succès commercial du réalisateur, avec plus d'un million de spectateurs en salle.

## Synopsis
Délaissée par son mari Carlos, une jeune femme, Marta, s'ennuie. Après avoir entendu des bruits sur son toit, qui semblent venir de l'étage de sa voisine Julia, elle soupçonne que celle-ci a tué son mari Victor. Elle décide de mener l'enquête avec l'aide de leur propriétaire, Ricardo.

## Fiche technique
- Titre français : Le Plafond de verre[2]
- Titre original : El techo de cristal
- Réalisation : Eloy de la Iglesia
- Production : 	Rafael del Valle Iturriaga
- Scénario : Eloy de la Iglesia,
- Musique : Ángel Arteaga
- Photographie : Francisco Fraile
- Montage : Pablo G. del Amo
- Lieux de tournage : Cubas de la Sagra, Piedralaves, Madrid
- Langues : castillan
- Format : 35 mm
- Genre : Film d'horreur, thriller
- Durée : 92 minutes
- Dates de sortie : 1971

## Distribution
- Carmen Sevilla : Marta
- Dean Selmier : Ricardo
- Patty Shepard : Julia
- Fernando Cebrián : Carlos
- Encarna Paso : Rita
- Rafael Hernández : Padre
- Javier de Campos : un employé
- Patricia Cealot : Yolanda
- Hugo Blanco : un livreur
- Emma Cohen : Rosa